# Centre de Cultura Contemporània de Barcelona
Le Centre de Cultura Contemporània de Barcelona (également connu sous son acronyme  CCCB, en français le Centre de culture contemporaine de Barcelone) est un centre culturel et d'exposition situé à Barcelone, en Espagne,.
Situé dans le quartier d'El Raval et la vieille ville de Barcelone, il est adjacent au Musée d'Art contemporain de Barcelone (MACBA). Le bâtiment qui l'héberge est un mélange de plusieurs styles architecturaux du XVIIIe siècle à nos jours. Le thème principal de ses expositions est la ville et les cultures urbaines. Inauguré le 25 février 1994 en tant qu'institution multidisciplinaire, il dépend aujourd'hui de la mairie de Barcelone et de la députation provinciale de Barcelone.
En 2008, le CCCB est cofondateur de l'Institut de recherche et d'innovation avec le Centre Pompidou et Microsoft France.

## Histoire
En 1989, un consortium formé par la députation forale de Barcelone et la mairie de Barcelone approuve la création du CCCB, avec l'intention d'implanter un complexe culturel contemporain dans l'ancienne Casa de la Caridad (es), une maison d'aide aux défavorisés active de 1803 à 1957.
La direction du projet charge les architectes Helio Piñón (es) et Albert Viaplana (es), en collaboration avec Ricard Mercadé, de concevoir le nouveau centre culturel. Les travaux débutent  en 1991 et le CCCB est officiellement inauguré le 25 février 1994. Josep Ramoneda, directeur du Centre de sa création en 1989 jusqu'en 2011, établit une ligne artistique autour du rapport de l'art avec le monde réel, des interactions entre les artistes et les nouvelles réalités urbaines, entre les dynamiques locales et les dynamiques mondiales. Cette ambition se matérialise par des dizaines de projets interdisciplinaires et transversaux liés aux savoirs, aux idées, à l'art et à la création contemporaine. Au fil des années, cette force de proposition culturelle fait du CCCB l'un des principaux centres de culture contemporaine européens.

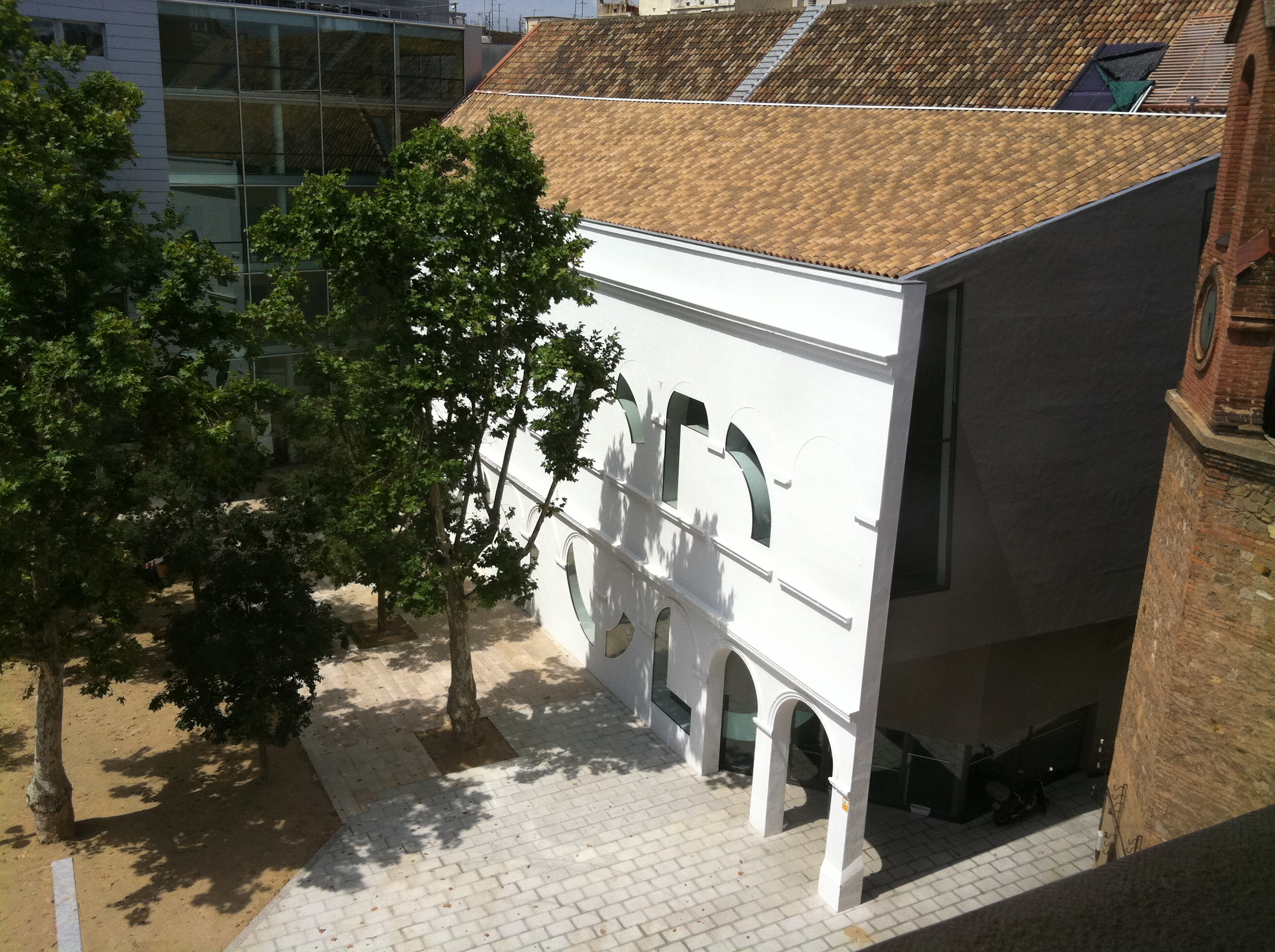
Le théâtre en 2011.

En mars 2011, le Centre restaure entièrement son théâtre, construit en 1912 et complétant son projet d'une discipline artistique supplémentaire. Sa construction a coûté environ 8 millions d'euros. Le 16 novembre, Josep Ramoneda est informé que son contrat de directeur du Centre ne serait pas renouvelé en 2012. Il est remplacé par Marçal Sintes (es) de novembre 2011 à novembre 2014, puis par Vicenç Villatoro (es) à partir du 15 novembre 2014.
Cette année-là, le CCCB fête ses 20 ans. Au fil des différents événements de célébration, l'ambition de développer le support numérique est mentionné comme le prochain défi du Centre. En février 2018, le Centre annonce la mise en place d'un concours international visant à désigner le prochain directeur du Centre. Judit Carrera (es) le remporte et remplace Vicenç Villatoro le 1er octobre de la même année.

## Architecture

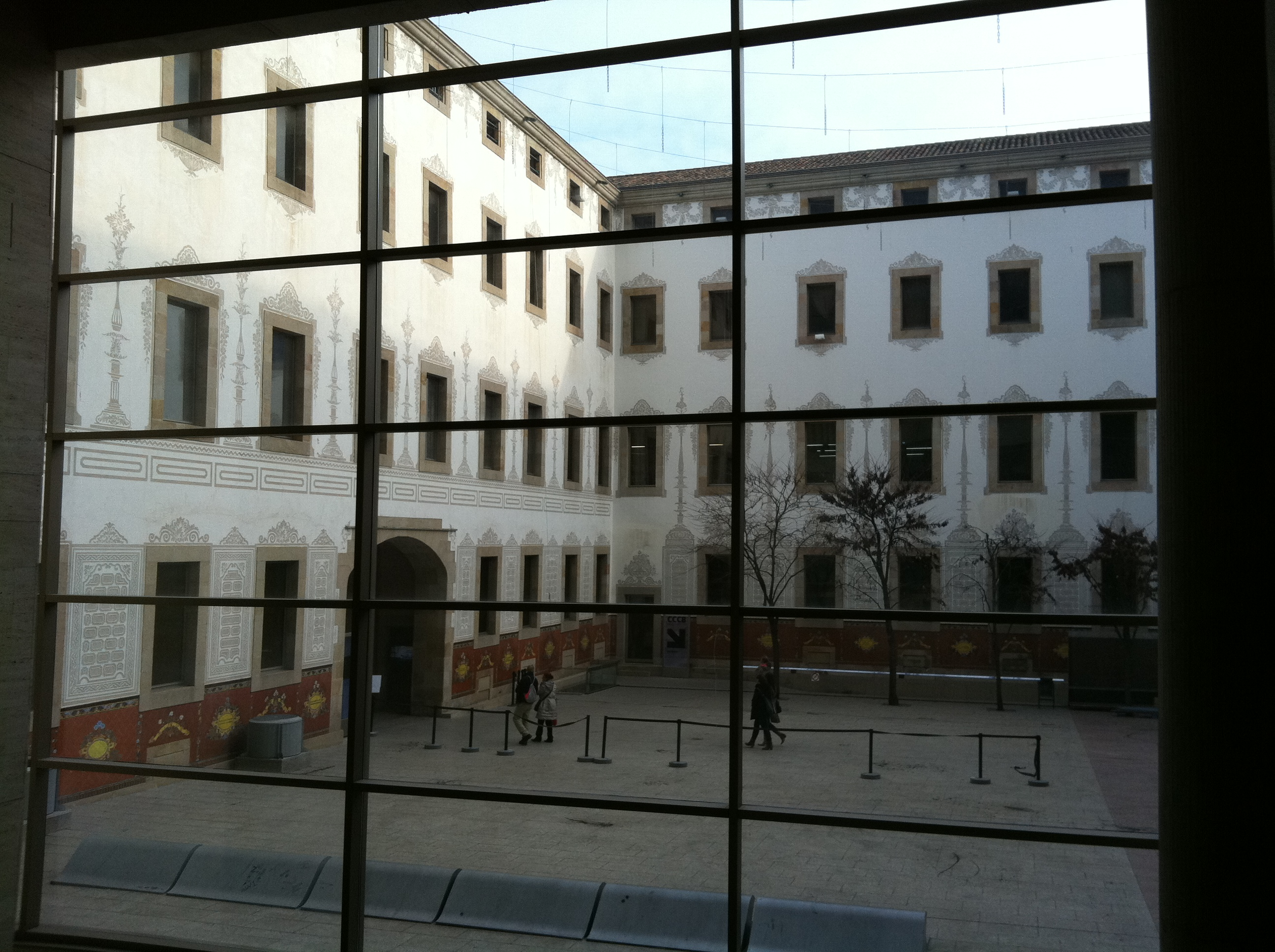
La cour intérieure vue depuis le nouveau module.

Le Centre a une superficie totale de 15 000 m2, dont 4 000 m2 de halls d'exposition. Il dispose également d'un auditorium, d'une librairie, de plusieurs salles de conférence et de salles polyvalentes. Le CCCB occupe une partie de l'ancienne Casa de la Caritat. Sa rénovation est réalisée par les architectes Albert Viaplana et Helio Piñón. La conception architecturale remporte le prix FAD du design en 1993. Le module construit lors du chantier remplace l'aile nord qui fermait l'ancien bâtiment. Sa structure de 30 mètres de hauteur est en forme de prisme et forme une imposante façade vitrée qui, dans sa partie la plus haute, s'avance sur le patio en porte-à-faux.
Au printemps 2011, le CCCB rénove intégralement son ancien théâtre. Ces travaux, réalisés par Martínez Lapeña-Torres Arquitectos, SL, ont permis de réhabiliter le théâtre construit en 1912 par l'architecte Josep Goday Casals. Le tout permet d'ajouter 3000 m2 supplémentaires au complexe.

## Collections et expositions

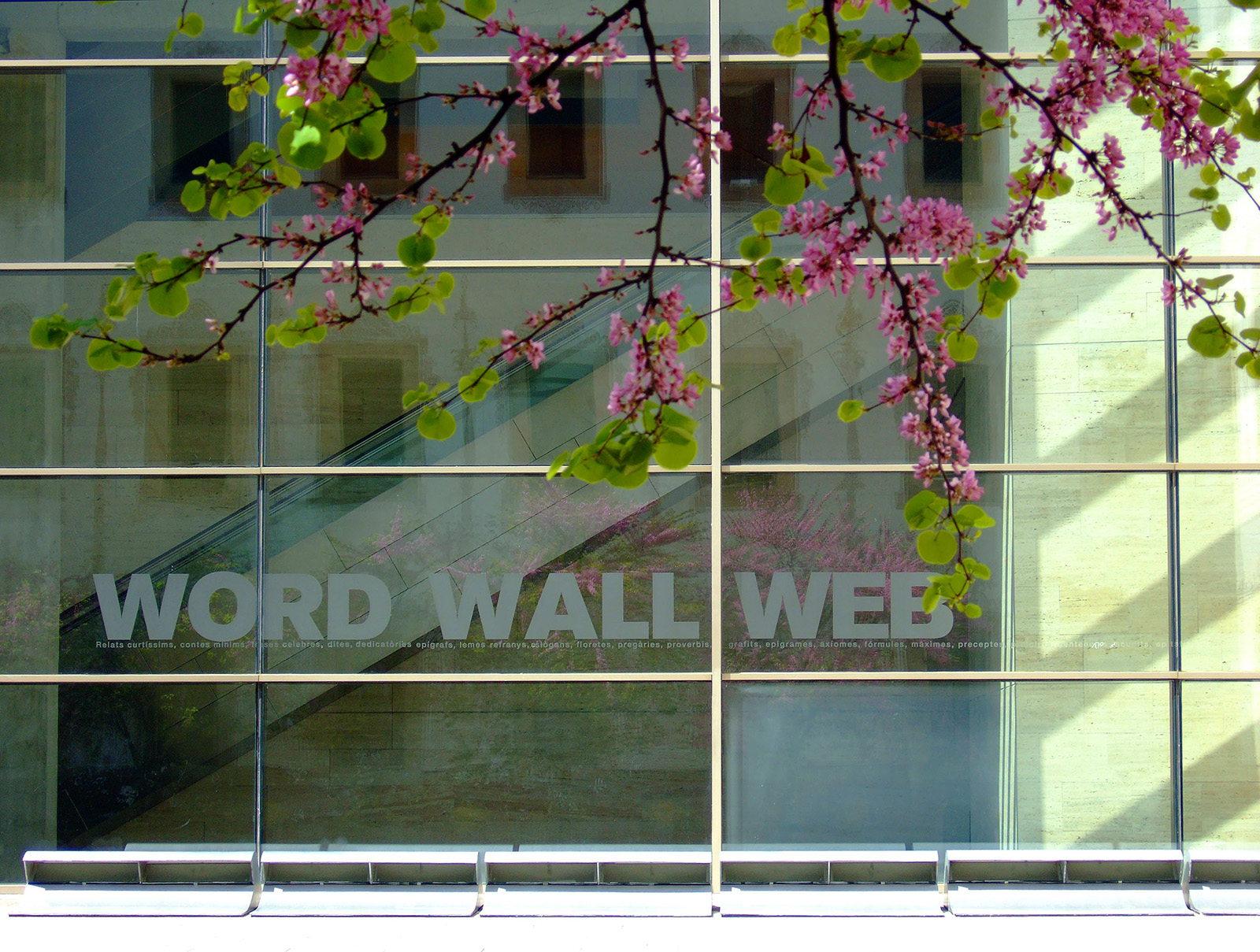
Une promotion pour une exposition du CCCB en 2006.

Depuis 1994, le CCCB a proposé plus d'une centaine d'expositions temporaires. Elles ont couvert des sujets allant de la littérature à l'urbanisme. Certaines ont été programmées et organisées par le Centre et d'autres par des intervenants extérieurs. Le Centre accueille également des expositions exceptionnelles ou des activités telles que le World Press Photo, le Loop Festival, Primavera Pro ou des cours de l'Institut des sciences humaines de Barcelone.

## CCCB Lab
Le CCCB Lab est créé au Centre en 2010 comme un espace destiné à la recherche, à la création et à l'innovation dans le domaine de la culture. Son objectif principal est de proposer des contenus et des présentations à destination du public, parfois en rapport avec l'actualité sociale ou culturelle. Il dispose de son propre blog sur lequel sont partagés des articles, des vidéoconférences et des rapports de spécialistes dans des domaines tels que l'innovation culturelle, les relations entre la science et la culture, l'éducation, le numérique, le journalisme de données ou le big data.